# Liste des quarterbacks ayant gagné le plus grand nombre de yards à la passe par saison en NFL
Cette page détaille la 'liste des quarterbacks ayant gagné le plus de yards à la passe sur une saison régulière de la National Football League .

## Liste des joueurs

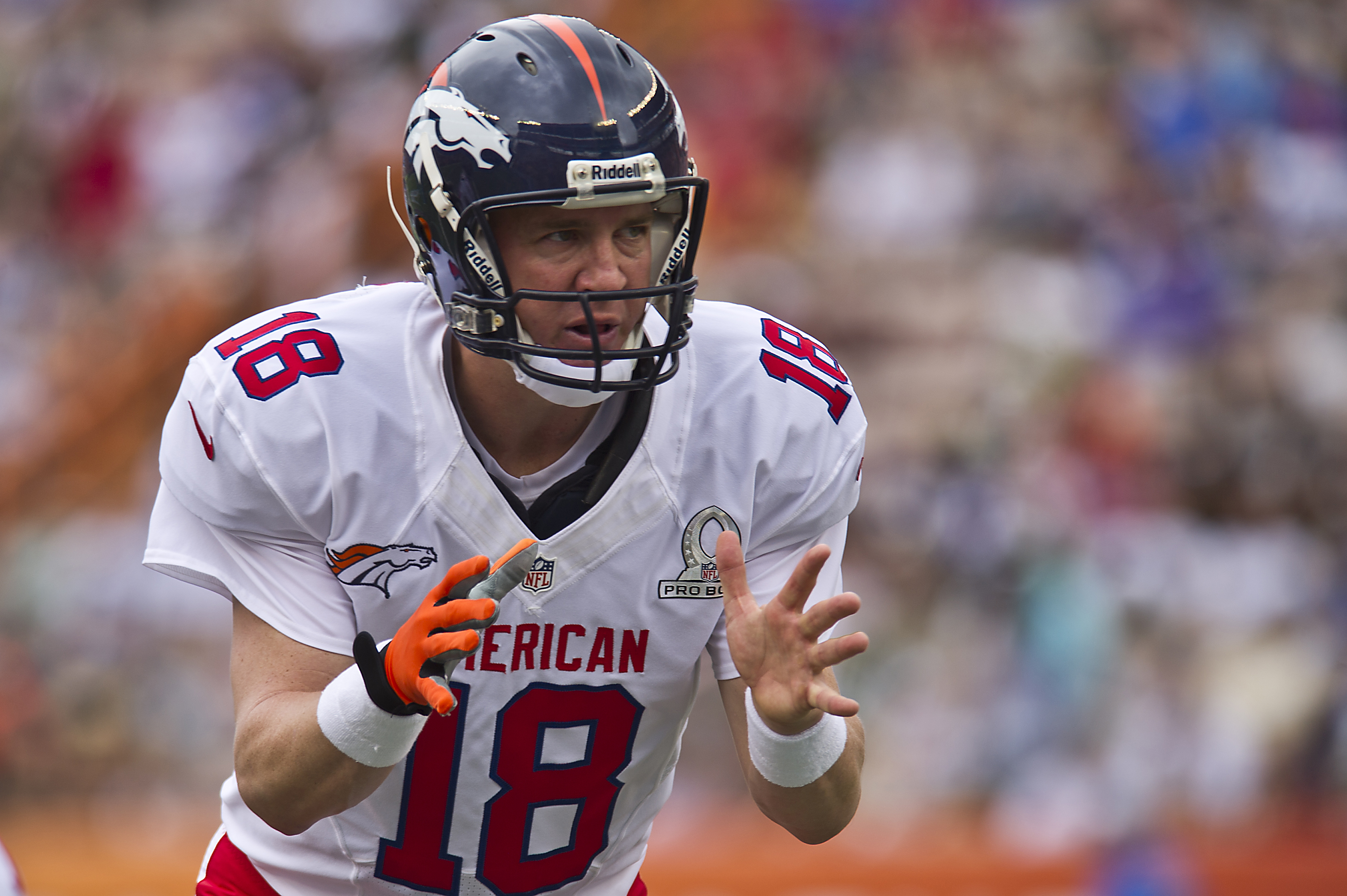
Peyton Manning, recordman du nombre de yards gagnés à la passe en une saison (5477 yards en 2013).

Drew Brees, lauréat à sept reprises.

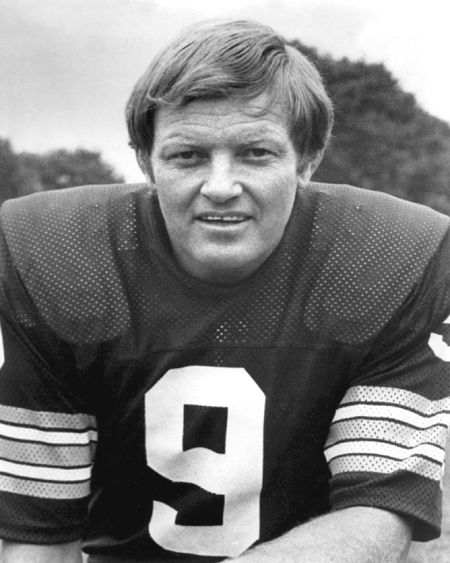
Sonny Jurgensen, lauréat à cinq reprises.

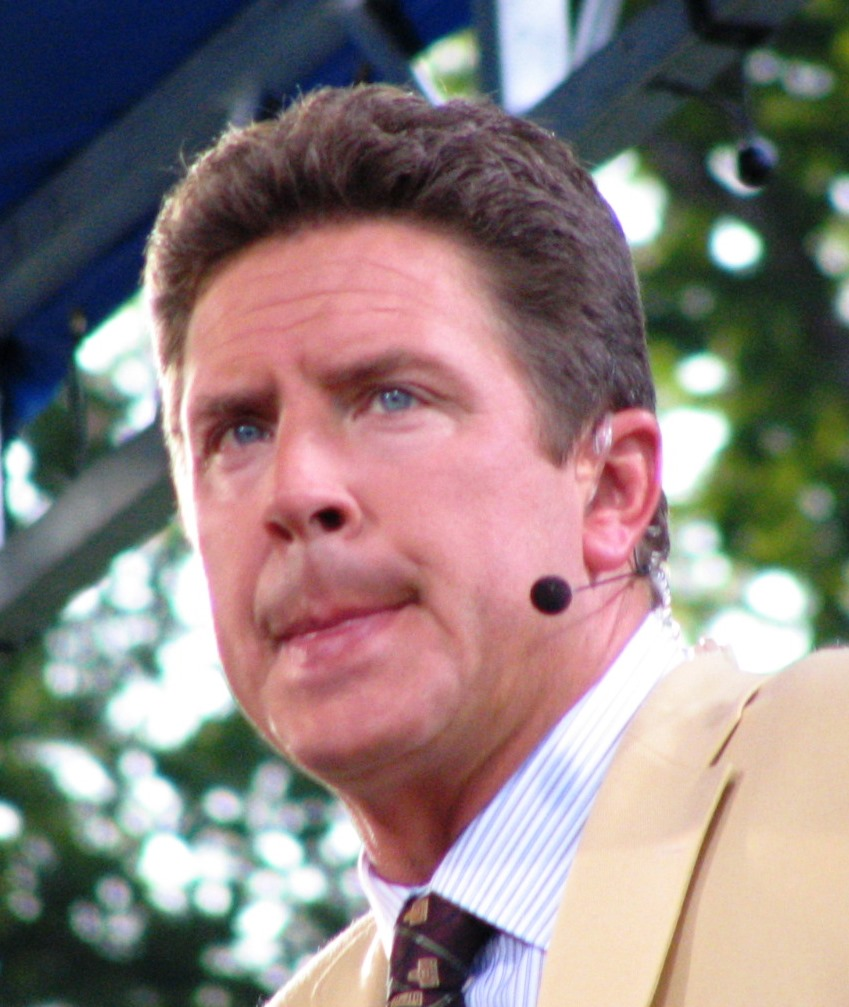
Dan Marino, lauréat à cinq reprises.

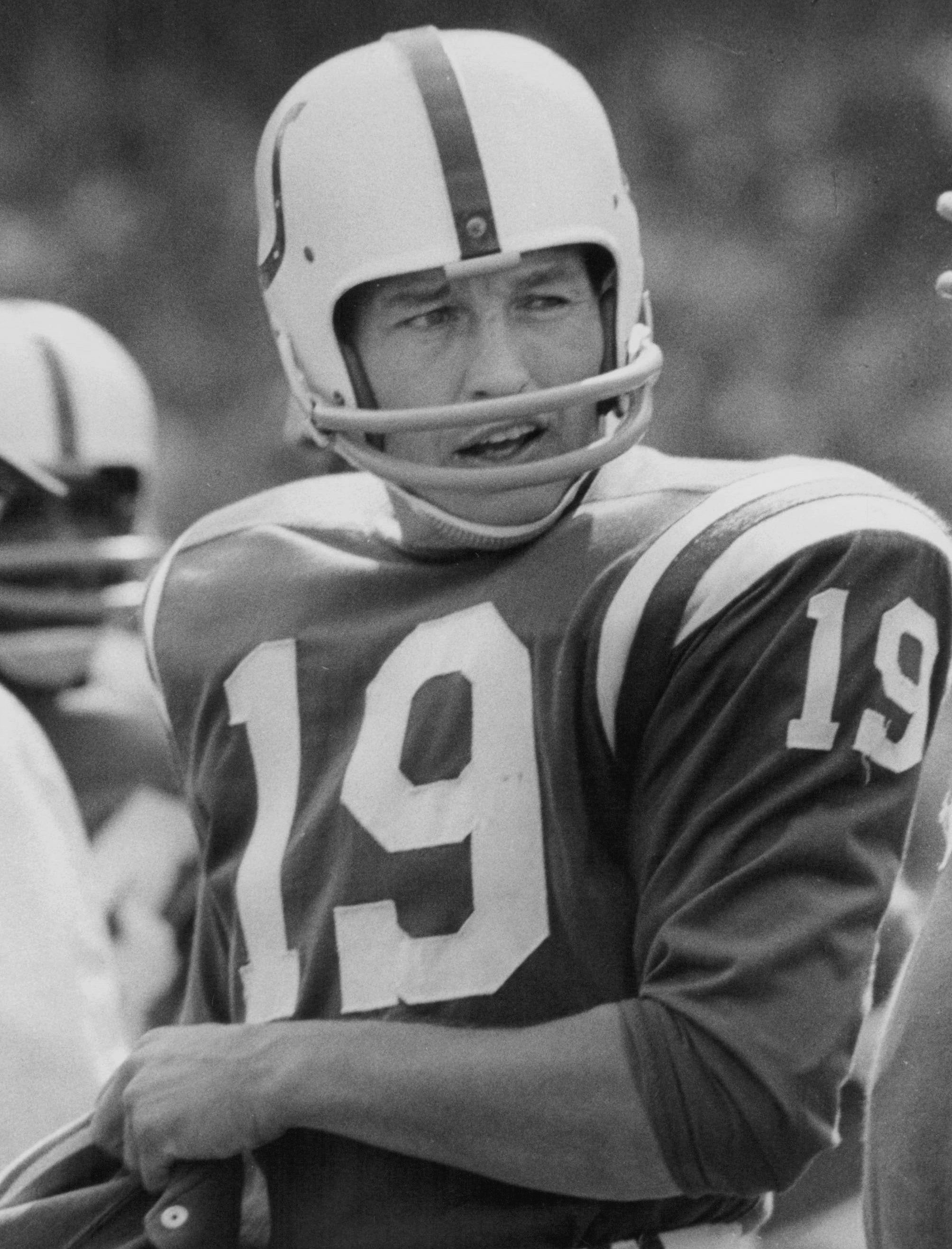
Johnny Unitas, lauréat à quatre reprises.

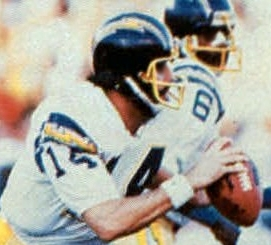
Dan Fouts, lauréat à quatre reprises.

| Saison | Joueur                 | Équipe                             | Yards | Nb. |
| ------ | ---------------------- | ---------------------------------- | ----- | --- |
| 1932   | Arnie Herber           | Packers de Green Bay               | 0 639 | 14  |
| 1933   | Harry Newman           | Giants de New York                 | 0 973 | 14  |
| 1934   | Arnie Herber (2)       | Packers de Green Bay               | 0 799 | 11  |
| 1935   | Ed Danowski            | Giants de New York                 | 0 794 | 12  |
| 1936   | Arnie Herber (3)       | Packers de Green Bay               | 1 239 | 12  |
| 1937   | Sammy Baugh            | Redskins de Washington             | 1 127 | 11  |
| 1938   | Ace Parker             | Dodgers de Brooklyn                | 0 865 | 11  |
| 1939   | Davey O'Brien          | Eagles de Philadelphie             | 1 324 | 11  |
| 1940   | Sammy Baugh (2)        | Redskins de Washington             | 1 367 | 11  |
| 1941   | Cecil Isbell           | Packers de Green Bay               | 1 479 | 11  |
| 1942   | Cecil Isbell (2)       | Packers de Green Bay               | 2 021 | 11  |
| 1943   | Sid Luckman            | Bears de Chicago                   | 2 194 | 10  |
| 1944   | Irv Comp               | Packers de Green Bay               | 1 159 | 10  |
| 1945   | Sid Luckman (2)        | Bears de Chicago                   | 1 727 | 10  |
| 1946   | Sid Luckman (3)        | Bears de Chicago                   | 1 826 | 11  |
| 1947   | Sammy Baugh (3)        | Redskins de Washington             | 2 938 | 12  |
| 1948   | Sammy Baugh (4)        | Redskins de Washington             | 2 599 | 12  |
| 1949   | Johnny Lujack          | Bears de Chicago                   | 2 658 | 12  |
| 1950   | Bobby Layne            | Lions de Détroit                   | 2 323 | 12  |
| 1951   | Bobby Layne (2)        | Lions de Détroit                   | 2 403 | 12  |
| 1952   | Otto Graham            | Browns de Cleveland                | 2 816 | 12  |
| 1953   | Otto Graham (2)        | Browns de Cleveland                | 2 722 | 12  |
| 1954   | Norm Van Brocklin      | Rams de Los Angeles                | 2 637 | 12  |
| 1955   | Jim Finks              | Steelers de Pittsburgh             | 2 270 | 12  |
| 1956   | Tobin Rote             | Packers de Green Bay               | 2 203 | 12  |
| 1957   | Johnny Unitas          | Colts de Baltimore                 | 2 550 | 12  |
| 1958   | Bill Wade              | Rams de Los Angeles                | 2 875 | 12  |
| 1959   | Johnny Unitas (2)      | Colts de Baltimore                 | 2 899 | 12  |
| 1960   | Johnny Unitas (3)      | Colts de Baltimore                 | 3 099 | 12  |
| 1961   | Sonny Jurgensen        | Eagles de Philadelphie             | 3 723 | 14  |
| 1962   | Sonny Jurgensen (2)    | Eagles de Philadelphie             | 3 261 | 14  |
| 1963   | Johnny Unitas (4)      | Colts de Baltimore                 | 3 481 | 14  |
| 1964   | Charley Johnson        | Cardinals de Saint-Louis           | 3 045 | 14  |
| 1965   | John Brodie            | 49ers de San Francisco             | 3 112 | 13  |
| 1966   | Sonny Jurgensen (3)    | Redskins de Washington             | 3 209 | 14  |
| 1967   | Sonny Jurgensen (4)    | Redskins de Washington             | 3 747 | 14  |
| 1968   | John Brodie (2)        | 49ers de San Francisco             | 3 020 | 14  |
| 1969   | Sonny Jurgensen (5)    | Redskins de Washington             | 3 102 | 14  |
| 1970   | John Brodie (3)        | 49ers de San Francisco             | 2 941 | 14  |
| 1971   | John Hadl              | Chargers de San Diego              | 3 075 | 14  |
| 1972   | Joe Namath             | Jets de New York                   | 2 816 | 13  |
| 1973   | Roman Gabriel          | Eagles de Philadelphie             | 3 219 | 14  |
| 1974   | Ken Anderson           | Bengals de Cincinnati              | 2 667 | 13  |
| 1975   | Ken Anderson (2)       | Bengals de Cincinnati              | 3 169 | 13  |
| 1976   | Bert Jones             | Colts de Baltimore                 | 3 104 | 14  |
| 1977   | Joe Ferguson           | Bills de Buffalo                   | 2 803 | 14  |
| 1978   | Fran Tarkenton         | Vikings du Minnesota               | 3 468 | 16  |
| 1979   | Dan Fouts              | Chargers de San Diego              | 4 082 | 16  |
| 1980   | Dan Fouts (2)          | Chargers de San Diego              | 4 715 | 16  |
| 1981   | Dan Fouts (3)          | Chargers de San Diego              | 4 802 | 16  |
| 1982   | Dan Fouts (4)          | Chargers de San Diego              | 2 883 | 9   |
| 1983   | Lynn Dickey            | Packers de Green Bay               | 4 458 | 16  |
| 1984   | Dan Marino             | Dolphins de Miami                  | 5 084 | 16  |
| 1985   | Dan Marino (2)         | Dolphins de Miami                  | 4 137 | 16  |
| 1986   | Dan Marino (3)         | Dolphins de Miami                  | 4 746 | 16  |
| 1987   | Neil Lomax             | Cardinals de Saint-Louis           | 3 387 | 12  |
| 1988   | Dan Marino (4)         | Dolphins de Miami                  | 4 434 | 16  |
| 1989   | Don Majkowski          | Packers de Green Bay               | 4 318 | 16  |
| 1990   | Warren Moon            | Oilers de Houston                  | 4 689 | 15  |
| 1991   | Warren Moon (2)        | Oilers de Houston                  | 4 690 | 16  |
| 1992   | Dan Marino (5)         | Dolphins de Miami                  | 4 116 | 16  |
| 1993   | John Elway             | Broncos de Denver                  | 4 030 | 16  |
| 1994   | Drew Bledsoe           | Patriots de la Nouvelle-Angleterre | 4 555 | 16  |
| 1995   | Brett Favre            | Packers de Green Bay               | 4 413 | 16  |
| 1996   | Mark Brunell           | Jaguars de Jacksonville            | 4 367 | 16  |
| 1997   | Jeff George            | Raiders d'Oakland                  | 3 917 | 16  |
| 1998   | Brett Favre (2)        | Packers de Green Bay               | 4 212 | 16  |
| 1999   | Steve Beuerlein        | Panthers de la Caroline            | 4 436 | 16  |
| 2000   | Peyton Manning         | Colts d'Indianapolis               | 4 413 | 16  |
| 2001   | Kurt Warner            | Rams de Saint-Louis                | 4 830 | 16  |
| 2002   | Rich Gannon            | Raiders d'Oakland                  | 4 689 | 16  |
| 2003   | Peyton Manning (2)     | Colts d'Indianapolis               | 4 267 | 16  |
| 2004   | Daunte Culpepper       | Vikings du Minnesota               | 4 717 | 16  |
| 2005   | Tom Brady              | Patriots de la Nouvelle-Angleterre | 4 110 | 16  |
| 2006   | Drew Brees             | Saints de La Nouvelle-Orléans      | 4 418 | 16  |
| 2007   | Tom Brady (2)          | Patriots de la Nouvelle-Angleterre | 4 806 | 16  |
| 2008   | Drew Brees (2)         | Saints de La Nouvelle-Orléans      | 5 069 | 16  |
| 2009   | Matt Schaub            | Texans de Houston                  | 4 770 | 16  |
| 2010   | Philip Rivers          | Chargers de San Diego              | 4 710 | 16  |
| 2011   | Drew Brees (3)         | Saints de La Nouvelle-Orléans      | 5 476 | 16  |
| 2012   | Drew Brees (4)         | Saints de La Nouvelle-Orléans      | 5 177 | 16  |
| 2013   | Peyton Manning (3)     | Broncos de Denver                  | 5 477 | 16  |
| 2014   | Drew Brees (5)         | Saints de La Nouvelle-Orléans      | 4 952 | 16  |
| 2014   | Ben Roethlisberger     | Steelers de Pittsburgh             | 4 952 | 16  |
| 2015   | Drew Brees (5)         | Saints de La Nouvelle-Orléans      | 4 870 | 15  |
| 2016   | Drew Brees (6)         | Saints de La Nouvelle-Orléans      | 5 208 | 16  |
| 2017   | Tom Brady (3)          | Patriots de la Nouvelle-Angleterre | 4 577 | 16  |
| 2018   | Ben Roethlisberger (2) | Steelers de Pittsburgh             | 5 129 | 16  |
| 2019   | Jameis Winston         | Buccaneers de Tampa Bay            | 5 109 | 16  |
| 2020   | Deshaun Watson         | Texans de Houston                  | 4 823 | 16  |
| 2021   | Tom Brady (4)          | Buccaneers de Tampa Bay            | 5 316 | 17  |
| 2022   | Patrick Mahomes        | Chiefs de Kansas City              | 5 250 | 17  |
| 2023   | Tua Tagovailoa         | Dolphins de Miami                  | 4 624 | 17  |
| 2024   | Joe Burrow             | Bengals de Cincinnati              | 4 918 | 17  |